# Rocher Kharkhorin

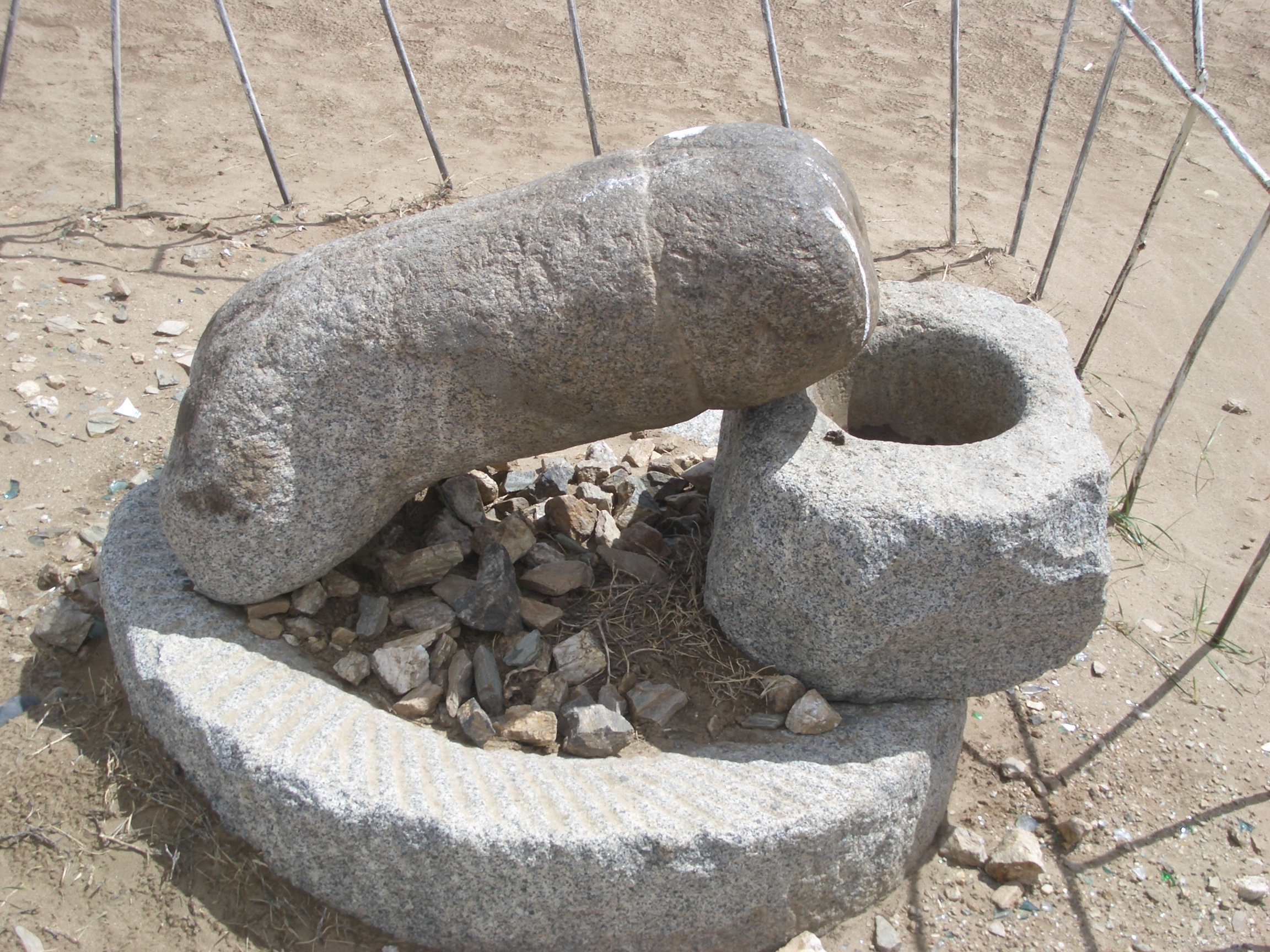
Détail du monument en pierre

Le Rocher Kharkhorin, également appelé Rocher Kharkarin ou encore rocher phallique, est une statue représentant un pénis installé sur une plateforme. Elle est située près du monastère Erdene Zuu et de la ville de Kharkhorin (province d'Övörhangay), dans la steppe de Mongolie. Le rocher phallique a deux fonctions : il rappelle aux moines mongols leur obligation de rester célibataire, mais symbolise également la fertilité et la vie humaine,.

## Légende
La légende affirme qu'un moine ayant juré de rester célibataire était en réalité un grand séducteur ; il en fut puni par une castration. Une pierre en forme de pénis, alors appelée « Rocher Kharkhorin », a été taillée et installée à quelques pas du monastère, afin de rappeler aux moines qu'ils ne doivent pas se prêter à des rapports sexuels,,,.

## Accès
Il y a en réalité deux « rochers phalliques » près du monastère Erdene Zuu : un petit, qui correspond à la pierre originale, et le grand, beaucoup plus récent, représentant un pénis en érection, de plusieurs mètres de haut. La petite statue, mesurant 61 cm de longueur, est située à l'intérieur des murs du domaine du monastère, au nord-ouest du bâtiment principal. La grande statue est située sur une colline à 2 km au sud-est (une demi-heure de marche) du monastère, et est accessible par un chemin bien marqué.
Le guide touristique Lonely Planet affirme que la grande pierre « se dresse de manière érotique vers ce que l'on appelle la « pente vaginale » »,,, qui est cachée dans une petite vallée, à environ deux kilomètres du monastère Erdene Zuu. L'on peut voir la grande statue depuis la route menant à Oulan-Bator (un panneau y indique le monument), ainsi que depuis le sommet de la colline voisine.
Beaucoup de visiteurs viennent voir la pierre, et beaucoup de femmes viennent sur ce site pour chercher des bénédictions pour leurs futurs enfants,.
Il y a également quatre rochers en forme de tortue (considérées comme les symboles de la protection et de l'éternité indiquant les points cardinaux sur les anciennes limites de la ville de Karakoroum,. Dessus y sont gravés des résumés historiques de la ville.